# Léone-Noëlle Meyer
Pour les articles homonymes, voir Meyer.
Léone-Noëlle Meyer est une philanthrope, dirigeante d'entreprise et pédiatre française née le 8 novembre 1939 dans le 18e arrondissement de Paris.
Elle est adoptée par Raoul Meyer et Yvonne Bader, la fille du fondateur des Galeries Lafayette. En 1998, elle devient présidente du conseil de surveillance des Galeries Lafayette, à la mort de son mari, Georges Meyer,,. Elle a trois fils : le rabbin David Meyer, Alexandre Meyer, patron du BHV, et Raphaël Meyer.

## Biographie

### Enfance
Léone-Noëlle Meyer est née à Paris en 1939 de père inconnu. Elle avait 2 ans et demi lorsque sa mère, modeste couturière dans le 18e arrondissement, est déportée avec son frère et sa grand-mère au camp d'Auschwitz. Elle est placée dans un orphelinat juif à Rueil-Malmaison.
En décembre 1946,, elle a 7 ans et Yvonne Bader, la fille du fondateur des Galeries Lafayette, et son mari Raoul Meyer décident de l'adopter. Elle vit alors dans l'hôtel particulier de l'avenue Raphaël, dans le 16e arrondissement de Paris, où elle écoute son père adoptif jouer de l'orgue[réf. nécessaire]. Raoul Meyer l'emmène parfois le soir boulevard Haussmann vérifier le fonctionnement de l'alarme des Galeries Lafayette.

### Études
En 1960, elle est licenciée en droit politique. En 1961, elle est diplômée de l'Institut d'études politiques de Paris. Elle fait ensuite des études en médecine. Elle devient docteur en médecine en 1972.
Pédiatre, elle travaille à l'hôpital des Enfants malades en recherche clinique sur les rhumatismes de l'enfant. Elle est médecin dans les ambulances d'urgence et médecin en néo-natologie. Elle est professeur à l'École des sages-femmes de Baudelocque Port-Royal.

### Vie familiale et civile
Léone-Noëlle Meyer épouse en 1964 Georges Meyer, issu d'une famille homonyme à celle de son père adoptif. Il devient vice-président puis président du Groupe Galeries Lafayette. Ils ont trois fils : Alexandre Meyer, patron du BHV, le rabbin David Meyer et Raphaël.
Georges Meyer est mort en 1998.
Léone Meyer est également une bienfaitrice de l'École des mousses et la marraine de sa septième promotion.

### La Bergère rentrant des moutons
En 2013, Léone Meyer attaque en justice les dirigeants de l'Université de l'Oklahoma pour demander la restitution de La Bergère rentrant des moutons, un tableau de Camille Pissarro spolié par les nazis en 1941 et qui, après un long périple, se trouvait dans la collection du Fred Jones Jr. Museum of Art (en),,,. En 2016, un accord prévoit la restitution et l'exposition du tableau dans un musée français.
En juin 2021, après plusieurs décisions de justice, un accord est finalisé : l'œuvre reste la propriété de l'Université de l'Oklahoma et sera exposée en France tous les trois ans.

### Honneurs
Léone-Noëlle Meyer refuse la Légion d'honneur.

## Fortune
En 2020, le magazine économique Challenges la classe 144e fortune française et 9e femme la plus riche avec 600 millions d'euros.